# Eodorcadion gorbunovi
Eodorcadion gorbunovi là một loài bọ cánh cứng trong họ Cerambycidae.